# 421

## Hlavy států
- Papež – Bonifác I. (418–422)
- Východořímská říše – Theodosius II. (408–450)
- Západořímská říše – Honorius (395–423) + Constantius III. (421)
- Perská říše – Jazdkart I. (399–421) » Bahrám V. (421–439)
- Vizigóti – Theodorich I. (419–451)
- Vandalové – Gunderich (407–428)